# Lygephila subpicata
Lygephila subpicata är en fjärilsart som beskrevs av Edward P. Wiltshire 1971. Lygephila subpicata ingår i släktet Lygephila och familjen nattflyn. Inga underarter finns listade i Catalogue of Life.